# Касабланка — гнездо шпионов
«Касабла́нка — гнездо́ шпио́нов» (исп. Noches de Casablanca; другие варианты названия: «Ночи в Касабланке», «Шпионское гнездо в Касабланке») — музыкальный мелодраматический кинофильм 1963 года французского режиссёра Анри Декуэна. В главных ролях — испанская киноактриса и эстрадная певица Сара Монтьель и французский киноактёр Морис Роне.
В этом фильме, помимо других песен, в исполнении Сары Монтьель звучат знаменитые на весь мир песни «Bésame Mucho» и «Жизнь в розовом свете».

## Сюжет
Действие происходит в 1942 году в Касабланке — марокканском городе, формально контролируемом вишистской Францией, а фактически — немцами, и кишащий агентурой разведок нескольких стран. В своей квартире застрелен Андре Кун, лучший сотрудник немецкой секретной службы в Касабланке. Его руководство подозревает, что любовница Андре, испанская певица Тереса Вилар, связана с Сопротивлением и замешана в этом убийстве. В ночном клубе «Эльдорадо», где она выступает, появляется инспектор французской полиции Морис Дежарден, чтобы сопроводить её в тюрьму…
В этом фильме, как и в других фильмах с участием Сары Монтьель, звучат песни в её исполнении.

## В ролях
- Сара Монтьель — Тереса Вилар
- Морис Роне — Морис Дежарден
- Франко Фабрицци — барон Макс фон Штоффен
- Лео Анчорис — Люсьен
- Матильда Муньоз Сампедро
- Хосе Гуардиола — Пьеро
- Жерар Тиши — майор

## Съёмочная группа
- Режиссёр: Анри Декуэн
- Продюсер: Франсиско Балказар
- Композиторы: Грегорио Гарсия Сегура, Консуэло Веласкес (песня «Bésame Mucho»)
- Сценаристы: Хосе Антонио де ла Лома, Жак Реми
- Оператор: Кристиан Матра
- Художники: Энрике Аларкон, Томаш Фернандез
- Монтаж: Пабло Гонзалес дель Амо

## Интересные факты
- В этом фильме, помимо других песен, в исполнении Сары Монтьель звучат знаменитые на весь мир песни «Bésame Mucho» и «Жизнь в розовом свете».

## Издание на видео
- Фильм выпущен на DVD.
- В России на DVD фильм выпущен 26 июля 2012 года фирмой «Cinema prestige».